# Konrad Ketteler (Domherr, † 1625)
Konrad Ketteler (* im 16. Jahrhundert; † 25. März 1625 in Dülmen) war Domherr in Münster und Drost in Dülmen.

## Leben

### Herkunft und Familie
Konrad Ketteler entstammte dem westfälischen Adelsgeschlecht von Ketteler, aus dem zahlreiche namhafte Persönlichkeiten hervorgegangen sind. Er war der Sohn des ehemaligen Domherrn Hermann Ketteler zu Altassen und dessen Gemahlin Adelheid von Diepenbrock. Diese hatten im Jahre 1577 die Ehe geschlossen. Seine Brüder waren
Johann Vollrath (* 1590, Staatssekretär und Bürgermeister von Pewsum) und die münsterschen Domherren Hermann, Rembert, Dietrich und Wilhelm.

### Wirken
Am 19. Juni 1589 kam Konrad in den Besitz einer münsterschen Dompräbende und wurde auf die Geschlechter Ketteler, Beesten, Diepenbrock und Stael aufgeschworen. Er war auch Kanoniker in Rees und ernannte am 24. April 1590 Bevollmächtigte, um seine Präbende an seinen Bruder Dietrich zu übertragen, der diese am 2. Juni in Besitz nah. Am gleichen Tage verzichtete Konrad und heiratete am 15. September 1598 Odilia Ketteler zu Neuassen. Sie war die Tochter des Wilhelm Ketteler und der Thedora von Botzelaer. Konrad bekleidete bis zu seinem Tode das Amt des Drosten in Dülmen und war Herr zu Assen.